# The Dark Horse
The Dark Horse (en español: El renacer de un campeón) es una película dramática neozelandesa de 2014 escrita y dirigida por James Napier Robertson y protagonizada por Cliff Curtis y James Rolleston. Ganó Mejor Película, Mejor Director, Mejor Guion, Mejor Actor, Mejor Actor de Reparto y Mejor Banda Sonora en los Premios del Cine de Nueva Zelanda 2014, Mejor Película en el Festival Internacional de Cine de Seattle (SIFF) 2015, Festival Internacional de Cine de San Francisco 2015 (SFIFF) y el Festival Internacional de Cine de Róterdam (IFFR) de 2015, fue elegido por los críticos del New York Times y por los críticos de la revista Time, y fue calificado por los principales críticos de Nueva Zelanda como "Una de las mejores películas jamás realizadas en Nueva Zelanda". Se estrenó en el Festival Internacional de Cine de Toronto (TIFF) de 2014 y fue creada por la productora Four Knights Film. La película fue estrenada en cines de Estados Unidos por Broad Green Pictures el 1 de abril de 2016.

## Reparto
- Cliff Curtis como Genesis
- James Rolleston como Mana
- Wayne Hapi como Ariki
- Kirk Torrance como Noble
- Miriama McDowell como Sandy
- Baz Te Hira como Chucho
- Xavier Horan como Jedi
- James Napier Robertson como Dave

## Base de la vida real
El personaje que interpreta Curtis, Genesis, está inspirado en el jugador y entrenador de ajedrez rápido de Gisborne de la vida real, Genesis Potini, quien murió en 2011. Al enseñar a los jóvenes locales a jugar ajedrez, esperaba darles un enfoque positivo en la vida y disuadirlos de involucrarse en pandillas y crimen. Potini luchó contra el trastorno bipolar y requirió frecuentes hospitalizaciones. Potini había sido objeto de un documental bien recibido en 2003, Dark Horse. A petición del director James Napier Robertson, Curtis ganó cerca de 27 kg de peso y mantuvo su personaje durante todo el rodaje para interpretar a Genesis. Napier Robertson también hizo que Curtis estudiara ajedrez con algunos de los antiguos amigos de Potini, incluido el maestro de la FIDE Ewen Green.